# 올림푸스산 (화성)

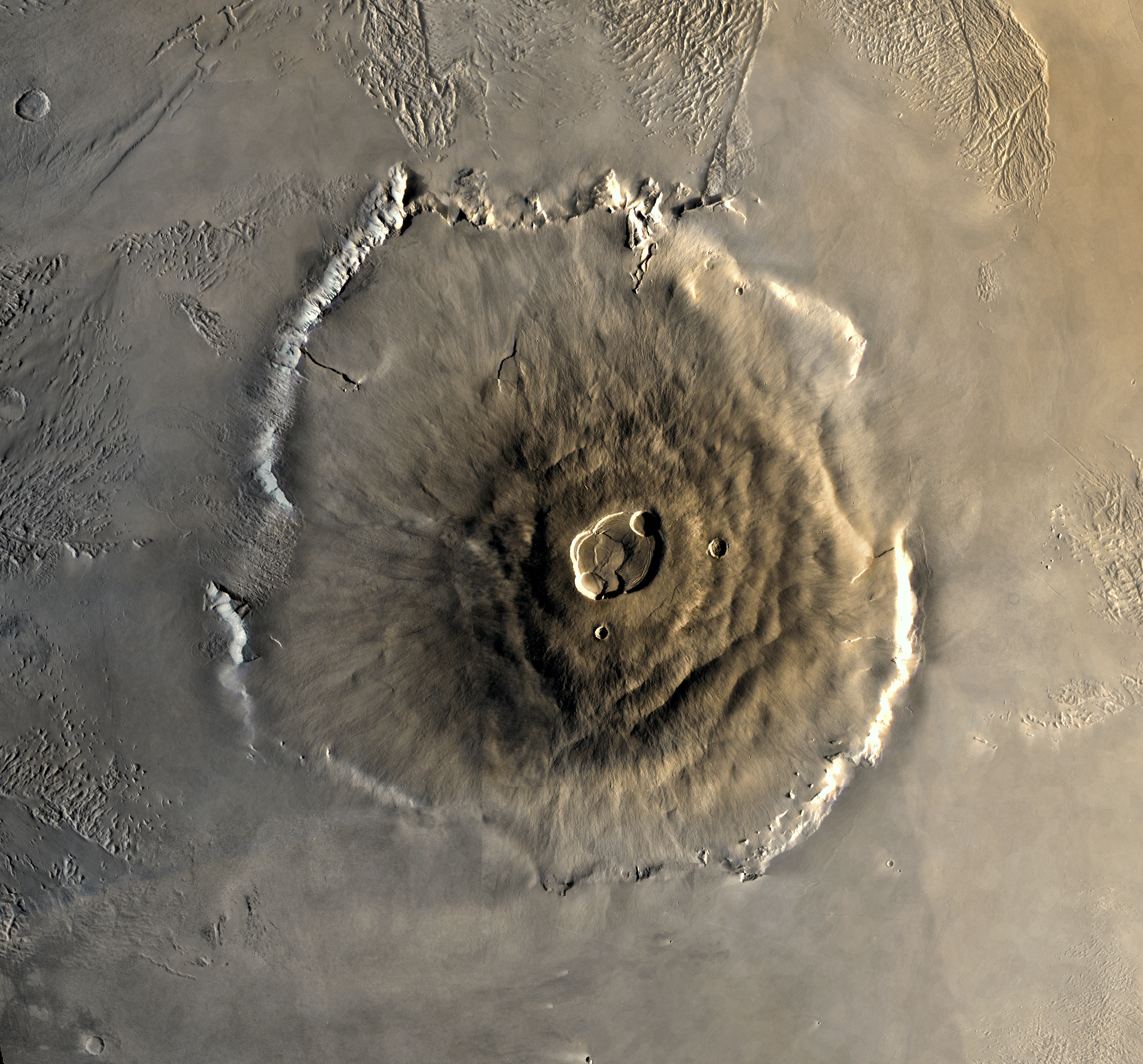
화성의 올림푸스산

올림푸스산(-山; Olympus Mons)은 화성에 있는, 태양계에서 알려진 것 가운데 가장 높은 산이다. 화산이며, "올림푸스의 눈"으로 불렸다.
산의 높이는 27km(약 27,000m)로 에베레스트 산의 해발 높이의 약 세 배, 해저 바닥에서부터 잰 마우나로아 산의 높이의 약 세 배가 된다. 산이 2km 저지대에 있기 때문에 평균 반지름에서부터 잰 높이는 25km가 된다. 전체 너비는 540km이고 비교적 완만한 경사로 되어 있다. 칼데라는 길이 85km, 너비 60km이고 여섯 개의 분화구가 겹쳐져 파여 있어 그 깊이가 3km가 된다. 올림푸스 화산의 처음 높이는 33km 정도였을 것으로 추측된다. 시간이 흘러 풍화가 진행되어 지금의 높이가 되었다.
이 산의 넓이는 295,000km로 한반도보다 넓고 완만하여 산 아래에서는 정상이 보이지 않고, 우주 상공에서 봐야만 올림푸스산을 제대로 볼 수 있다.
올림푸스 화산은 화성의 판운동이 일어나지 않는다는 증거가 되는데 이 정도 높이의 거대한 산이 생성되려면 열점에서 아주 오랜시간 마그마가 분출해야 하기 때문이다.

## 설명
순상 화산으로서 올림푸스산은 하와이 제도를 구성하는 거대한 화산들의 모양을 닮았다. 너비는 약 600km 정도 된다. 산이 너무 크고, 가장자리에 복잡한 구조를 가지고 있기 때문에, 그 높이를 측정하기 어렵다. 올림푸스산은 화성 표면 기준점으로부터 21km 위에서 있으며, 북서쪽 경계를 이루는 절벽의 기슭에서 절정점까지 지역의 부조는 21km 이상이다. 총 해발고도는 아마조니스 플라니티아 평원에서 북서쪽으로 1,000km 이상 떨어져 있고 정상은 26km에 이른다. 산의 정상에는 6개의 중첩된 칼데라가 있으며, 지름이 60km × 80km이고 깊이가 3.2km에 이른다. 화산의 바깥쪽 가장자리는 화성의 순상 화산들 중에서 거대한 측면 산사태로 인해 만들어졌을지도 모르는 독특한 특징인 8km 높이의 단층애 또는 절벽으로 구성되어 있다. 올림푸스산의 면적은 대략 이탈리아나 필리핀 크기인 약 300,000km2이며, 70km 두께의 암석권이 지탱한다. 올림푸스산의 엄청난 크기는 화성에 이동성 지각판이 없기 때문이라고 추측하고 있다. 지구와는 달리, 화성의 지각은 정지된 열점 위에 고정되어 있고, 화산은 거대한 높이에 도달할 때까지 용암을 계속 분출할 수 있다.
순상 화산인 올림푸스산은 매우 완만하게 경사져 있다. 그 화산 측면의 평균 경사도는 5%에 불과하다. 비탈은 옆 중간 부근에서 가장 가파르고 밑부분을 향해 점점 얕아져 옆이 위로 오목하게 나 있다. 측면은 얕고 정상에서 남동쪽보다 북서쪽 방향으로 더 멀리 뻗어 있다. 그 화산의 모양과 옆모습은 중심에서 벗어난 하나의 기둥에 의해 지탱되는 '원형 텐트'에 비유되어 왔다.
올림푸스산의 크기와 얕은 경사 때문에 화성 표면에 서 있는 관찰자는 심지어 먼 거리에서도 화산의 전체 윤곽을 볼 수 없을 것이다. 그 행성과 화산 자체의 곡률은 그러한 종관적 관점을 모호하게 할 것이다. 비슷하게, 정상 근처에 있는 관찰자는 화산의 경사가 수평선 너머로 불과 3km 떨어진 곳에 있기 때문에 매우 높은 산에 서 있는 것을 알지 못할 것이다.
올림푸스산 꼭대기의 일반적인 기압은 72파스칼로 화성 평균 표면 압력 600파스칼의 약 12%이다. 그에 비해 에베레스트 산 정상의 기압은 32,000파스칼로 지구 해수면 기압의 약 32%이다. 둘 다 지상 기준으로 볼 때 낮은 편이다. 그럼에도 불구하고, 높은 고도의 황토 구름이 올림푸스산 정상 위로 자주 떠다니고 있으며, 공중에 떠다니는 화성 먼지는 여전히 존재한다. 화성의 평균 표면 대기압은 지구의 1% 미만이지만, 화성의 훨씬 낮은 중력은 대기의 높이척도를 증가시킨다. 다시 말해서, 화성의 대기는 팽창하고 지구의 높이만큼 급격하게 밀도가 떨어지지 않는다.
올림푸스산의 성분은 약 44%의 규산염, 17.5%의 산화 철, 7%의 알루미늄, 6%의 마그네슘, 6%의 칼슘, 그리고 특히 7%의 높은 비율의 이산화 황으로 구성되어 있다. 이러한 결과는 지표면이 대부분 현무암과 다른 고철질들로 이루어져 있다는 것을 가리키는데, 이것은 낮은 점도의 용암 흐름으로 분출되어 행성의 표면에 낮은 경사도로 이어질 수도 있었을 것이다.
올림푸스산은 가까운 미래에 자동화된 우주 탐사선을 착륙시킬 것 같지 않은 장소이다. 높은 고도는 우주선의 속도를 늦추기에 충분한 대기 밀도가 없기 때문에 낙하산 착륙을 방해한다. 게다가, 올림푸스산은 화성에서 가장 먼지가 많은 지역 중 한 곳이다. 미세 먼지로 이루어진 맨틀은 암석의 밑바닥을 흐리게 해서 암석 샘플을 구하기가 힘들고 탐사로봇들에게 주요한 장애물이 될 수 있다.

## 지질학적 기원
올림푸스산은 오랜 시간 동안 화산 분출구에서 쏟아져 나온 수천 개의 매우 유동적이고 현무암질 용암의 흐름의 결과로 만들어졌다. 지구의 현무암 화산처럼, 화성의 현무암 화산은 엄청난 양의 화산재를 분출할 수 있다. 지구에 비해 화성의 낮은 중력 때문에, 지각에서 솟아오르는 마그마에는 부력이 덜하다. 게다가, 마그마굄은 지구에서 발견되는 것보다 훨씬 크고 깊다고 여겨진다. 올림푸스산의 측면은 셀 수 없이 많은 용암 흐름과 수로들로 이루어져 있다. 많은 양의 용암 흐름은 여백을 따라 제방이 있다. 더 차갑고, 흐름의 바깥 가장자리가 굳어지면서, 용암이 흘러내리는 중심 기압골이 남는다. 부분적으로 붕괴된 용암동굴은 구덩이 분화구의 사슬로 볼 수 있으며, 온전한 용암에서 나온 넓은 용암팬도 흔하다. 화산의 지반을 따라, 굳어진 용암 흐름은 주변 평야로 흘러나와 넓은 지형을 형성하고 기초적인 급경사를 만드는 것을 볼 수 있다. 2004년 화성 탐사선이 촬영한 고해상도 사진에서 나온 크레이터 수는 올림푸스산의 북서쪽 측면에 흐르는 용암의 나이가 1억 1500만 년(1 Mya)에서 2억 3000만 년(2 Mya)에 불과하다는 것을 보여준다. 지질학적으로 볼 때 이러한 시대는 매우 최근의 것으로, 비록 매우 조용하고 일시적인 방식일지라도, 산이 여전히 화산 활동을 하고 있을 수 있다는 것을 암시한다.
화산의 꼭대기에 있는 칼데라 단지는 적어도 6개의 칼데라와 칼데라 부분이 겹쳐져 있다. 칼데라는 분출 후 지표 아래 마그마굄의 고갈과 퇴출에 따른 지붕 붕괴로 형성된다. 따라서 각각의 칼데라는 산의 화산 활동의 개별적인 경향성을 나타낸다. 가장 크고 오래된 칼데라 부분은 하나의 거대한 용암호로 형성된 것으로 보인다. 실험실 모델에서 나온 칼데라 치수의 기하학적인 관계를 이용하여, 과학자들은 올림푸스산의 가장 큰 칼데라와 관련된 마그마굄이 칼데라 바닥 아래 약 32km의 깊이에 있다고 추정했다. 칼데라 바닥의 크레이터 크기-주파수 분포는 칼데라의 연령대를 350 Mya에서 약 150 Mya로 나타낸다. 이 모든 것들은 아마도 서로로부터 1억년 이내에 형성되었을 것이다.
올림푸스산은 구조적으로나 지형적으로나 비대칭적이다. 북서쪽의 길이가 길고 얕은 측면은 큰 슬럼프와 일반적인 단층과 같은 광범위한 특징을 보여준다. 대조적으로, 화산의 남동쪽 가파른 면은 화산의 중간 플랭크 지역의 계단들(충상단층으로 보여진다.)과 기초적인 급경사에 위치한 많은 주름 능선을 포함하여 압축력을 나타내는 특징을 가지고 있다. 산의 반대쪽이 다른 형태의 변형을 보여야 하는 이유는 거대한 순상 화산이 횡방향으로 자라는 방법과 화산 기질 내의 변화가 산의 최종 모양에 어떤 영향을 주었는가에 있을 수 있다.
거대한 순상 화산은 분출된 용암과 같은 물질을 옆에 더함으로써 성장할 뿐만 아니라, 그들의 밑바닥에 측면으로 퍼짐으로써 성장한다. 화산의 크기가 커짐에 따라, 화산 아래의 변형력은 압축에서 확장으로 변한다. 화산 밑바닥에 지하 균열이 생겨 지하의 지각이 흩어지게 될 수도 있다. 화산이 기계적으로 약한 층을 포함하는 퇴적물에 놓여 있는 경우, 약한 층에서 분리 구역이 생길 수 있다. 분리 구역의 광범위한 변형력은 거대한 산사태와 화산 측면에 정상적인 단층을 만들어 내면서 기초적인 급경사를 형성할 수 있다. 화산에서 더 멀리 떨어진 이 분리 구역은 겹쳐진 중력 추진 단층의 연속이라고 표현될 수 있다. 이 메커니즘은 오랫동안 올림푸스 황색 퇴적물에 대한 설명으로 인용되어 왔다.

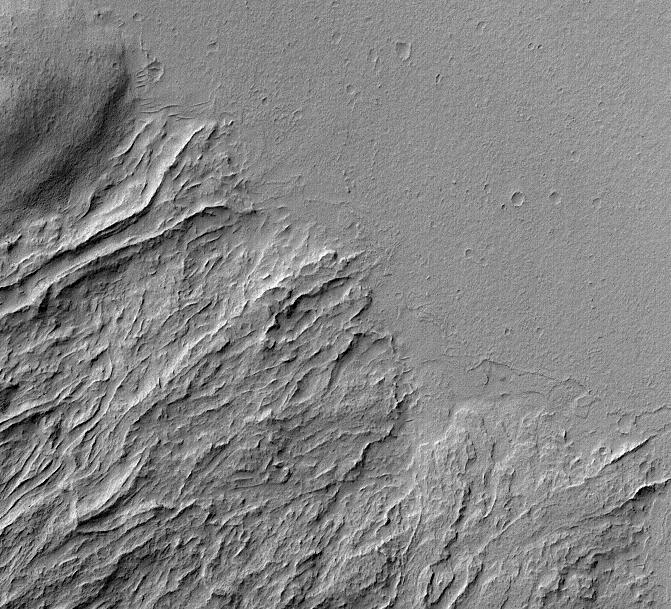
올림푸스산의 기지에서 다양한 시대의 용암 흐름을 보여주는 마스 글로벌 서베이어 이미지이다. 평지가 젊은 층이다. 오래된 흐름은 가장자리를 따라 제방이 있는 용암 수로를 가지고 있다. 제방은 화성의 용암류에서 꽤 흔하다.
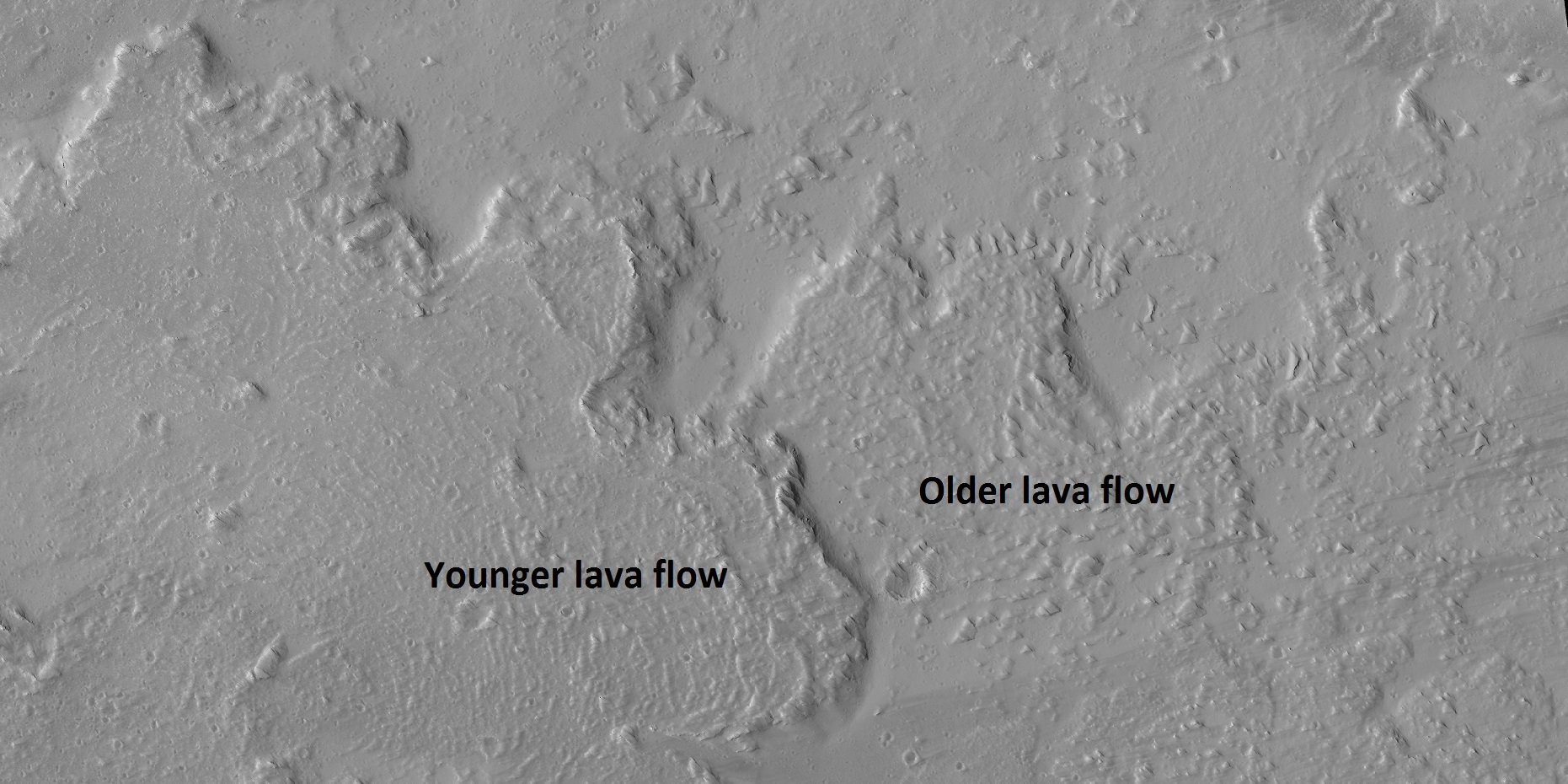
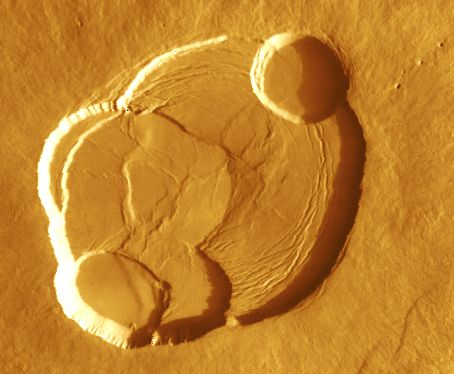
올림푸스산 정상에 있는 칼데라이다. 가장 최근에 생긴 칼데라는 원형 붕괴 분화구를 형성한다. 오래된 칼데라는 나중에 생긴 칼데라에 의해 가로놓여 있기 때문에 반원형의 조각으로 보인다.
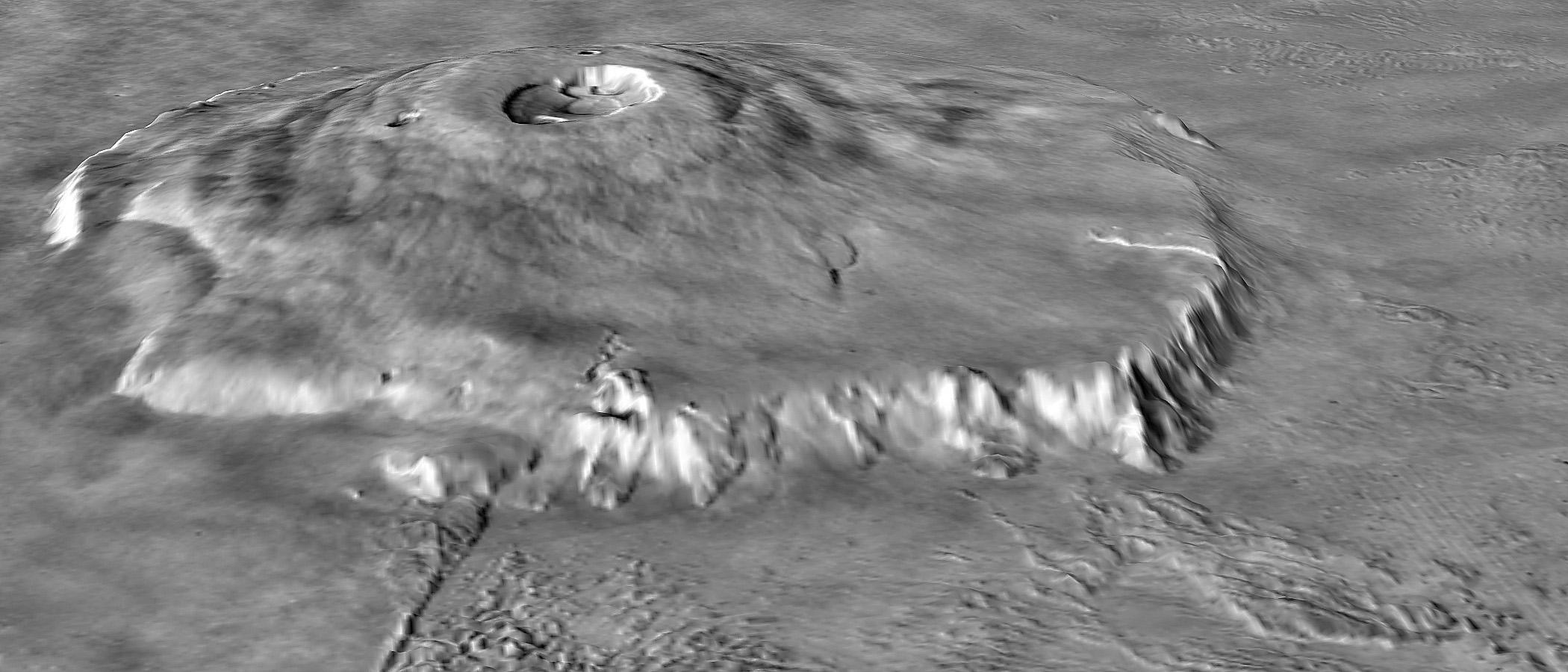
올림푸스산의 비스듬한 모습, MOLA 고도 측정 데이터에 있는 바이킹 이미지 모자이크 오버레인에서 화산의 비대칭성을 보여준다. 수직적으로 10배 과장되었다. 넓고 완만하게 경사진 북쪽 볼록한 부분이 오른쪽이다. 더 좁고 가파르게 경사진 남쪽 측면(왼쪽)은 낮고 둥근 테라스이며, 추력 결함으로 해석되는 특징이 있다. 그 화산의 기초 급경사가 두드러진다.
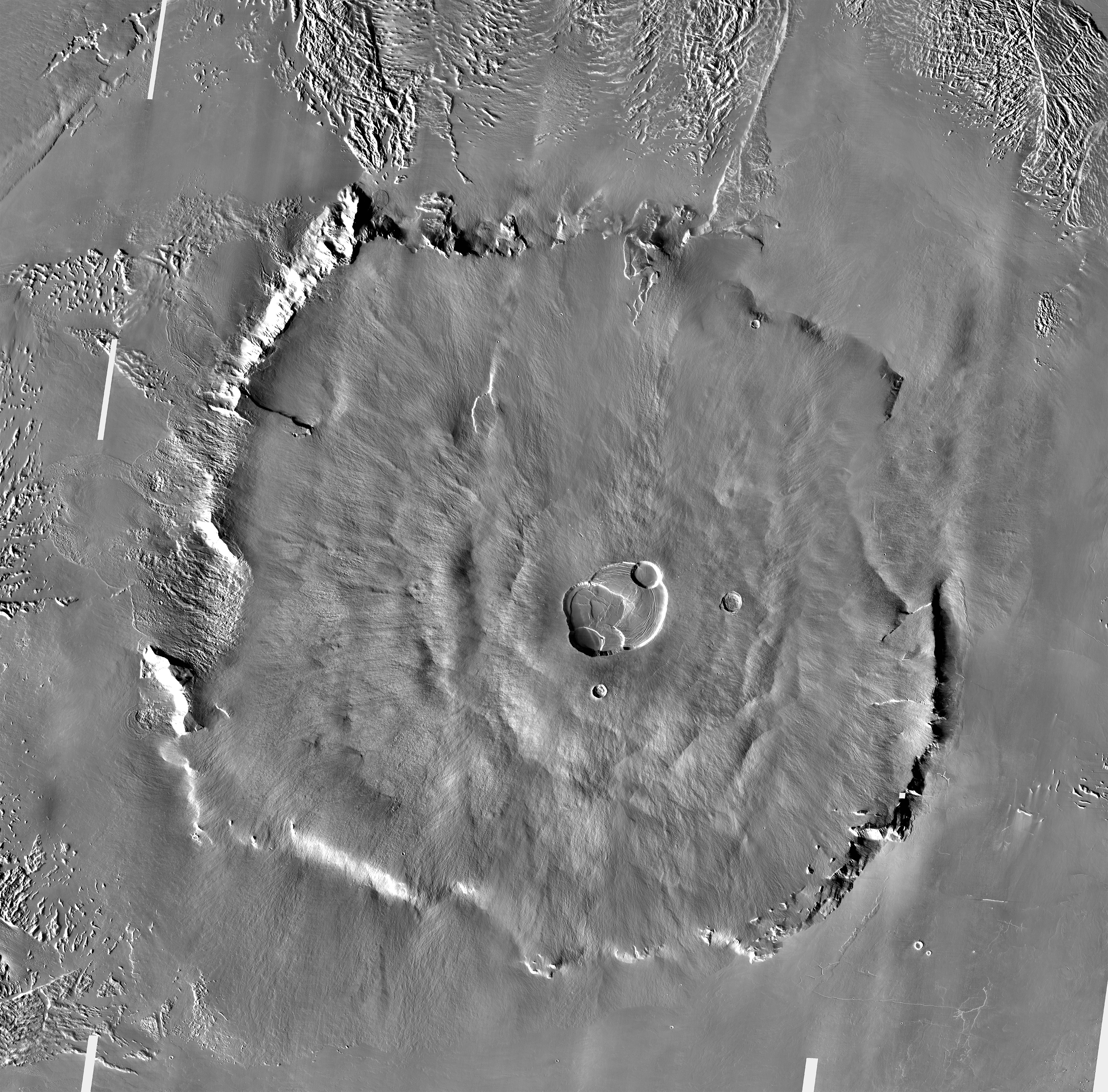
올림푸스산의 상세한 THEMIS 주간 적외선 이미지 모자이크이다.

올림푸스산은 노아치(Noachian) 시대 말에 형성된 고대의 거대한 화산 고원인 타르시스 돌출부의 가장자리에 놓여 있다. 올림푸스산이 형성되기 시작한 헤스페리안 동안, 화산은 타르시스의 높은 곳에서 북쪽 저지대 분지로 내려오는 얕은 경사면에 위치해 있었다. 시간이 흐르면서, 이 분지들은 타르시스와 남부 고원지대에서 침식된 많은 양의 침전물을 받았다. 퇴적물에는 지표수가 풍부했던 초기 화성에서 형성된 노아치 시대의 풍부한 필로규산염광물이 포함되어 있었으며, 유역 깊이가 가장 깊은 북서쪽에서 가장 두꺼웠다. 화산이 측면 확산으로 성장함에 따라, 낮은 마찰 분리 구역은 주로 북서쪽의 두꺼운 퇴적층에서 발달하여, 기초적인 급경화 및 황색 물질의 광범위한 엽을 형성했다. 남동쪽으로도 확산이 일어났지만, 화산 기지에서 더 높은 마찰 구역을 나타내는 타르시스 상승에 의해 그 방향으로 더 제약을 받았다. 그 방향에서 마찰이 더 높았던 것은 퇴적물이 더 얇았고 아마도 미끄럼에 강한 거친 물질로 구성되었을 것이기 때문이다. 타르시스의 울퉁불퉁한 지하 암석은 추가적인 마찰원으로 작용했다. 올림푸스산에서 남쪽의 기초적인 확산의 이러한 억제는 산의 구조적이고 지형적인 비대칭성을 설명할 수 있을 것이다. 올림푸스산의 기저를 따라 마찰의 측면 차이를 포함하는 입자 역학의 수치 모델은 화산의 현재 형태와 비대칭성을 꽤 잘 재현하는 것으로 나타났다.
약한 층을 따라 분리되는 것은 침전물 기공 공간에 고압의 물이 존재하기 때문에 도움을 받은 것으로 추측되고 있는데, 이것은 흥미로운 우주생물학적 의미를 가질 것이다. 만약 물이 포화된 구역이 화산 아래의 퇴적물에 여전히 존재한다면, 그것들은 높은 지열 구배와 화산 마그마굄에서 나오는 잔열에 의해 따뜻하게 유지되었을 것이다. 화산 주변의 잠재적인 샘이나 스며드는 것은 미생물을 탐지하는 흥미로운 가능성을 제공할 것이다.

## 초기 관찰 및 이름 지정

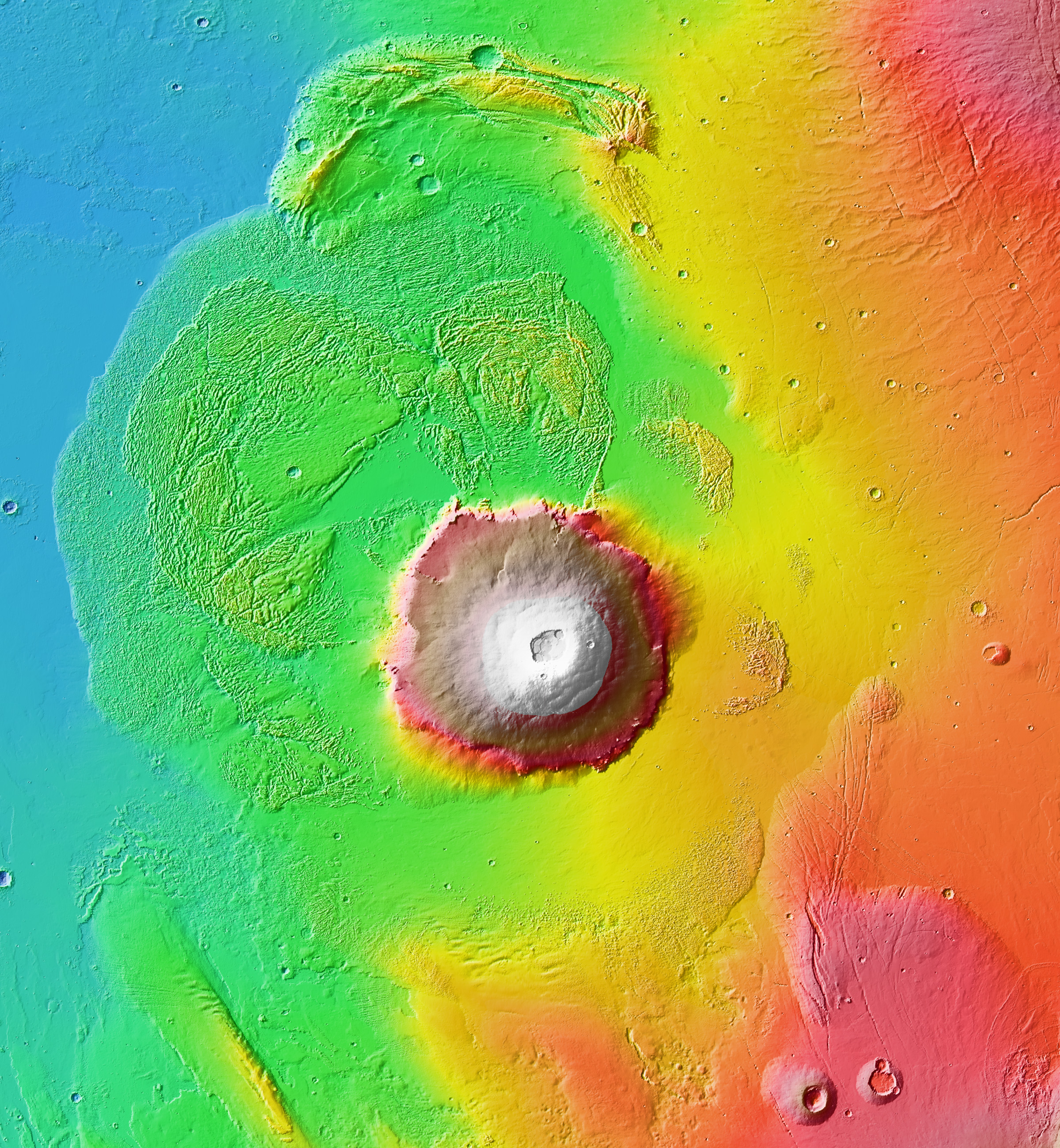
마스 글로벌 서베이어의 MOLA에서 가져온 올림푸스산과 그 주변 황색의 색칠된 지형도

올림푸스산과 타르시스 지역의 몇몇 다른 화산들은 19세기 초에 망원경 관측자들에 의해 기록된 빈번한 화성 먼지 폭풍 위에 도달할 만큼 충분히 높다. 천문학자 패트릭 무어는 조반니 스키아파렐리(1835–1910)가 먼지 폭풍우 동안 "그의 노두스 고르디스와 올림픽 눈이 거의 유일한 특징이라는 것을 발견했다"고 지적했고, "그것들이 틀림없이 높았을 것"이라고 말했다.
매리너 9호는 1971년 지구 먼지 폭풍 동안 화성 궤도에 도착했다. 먼지가 가라앉기 시작하면서 눈에 보이는 최초의 물체인 타르시스 화산의 꼭대기는 천문학자들의 예상대로 이러한 특징의 고도가 지구에서 발견된 어떤 산의 고도를 훨씬 초과한다는 것을 보여주었다. 매리너 9호의 행성 관측은 닉스 올림피카(Nix Olympica)가 화산임을 확인시켜 주었다. 궁극적으로, 천문학자들은 닉스 올림피카로 알려진 알베도 특징에 올림푸스산이라는 이름을 채택했다.

## 지역 설정 및 주변의 특징

올림푸스산의 북쪽 지역에 있는 올림푸스 루페스(Olympus Rupes)이다.

올림푸스산은 타르시스 지역의 북서쪽 가장자리와 아마조니스 플라니티아의 동쪽 가장자리 사이에 위치해 있다. 그것은 타르시스 몬테스(Tharsis Montes)라고 불리는 다른 세 개의 거대한 화성 순상 화산으로부터 약 1,200km 떨어져 있다. 타르시스 몬테스는 올림푸스산보다 약간 작다.
올림푸스산의 밑부분을 약 2km 깊이의 넓고 고리 모양의 움푹 패인 해자가 둘러싸고 있으며 화성의 지각에 눌려있는 화산의 엄청난 무게 때문인 것으로 생각된다. 이 저기압의 깊이는 남동쪽보다 북서쪽이 더 깊다.
올림푸스산은 부분적으로 올림푸스산 아우렐레(Olympus Mons aureole)로 알려진 독특한 홈이 있거나 골짜기 지형의 지역에 둘러싸여 있다. 그 아우렐레는 몇 개의 큰 엽으로 이루어져 있다. 화산 북서쪽에서 황색광선은 최대 750km까지 뻗어 있으며, Lycus Sulci(북위 24° 36′  동경 219° 00′  / 북위 24.600°  동경 219.000° )로 알려져 있다. 올림푸스산의 동쪽에서, 황색광선은 부분적으로 용암 흐름으로 덮여 있지만, 그것이 노출된 곳에서는 다른 이름으로 불린다. 황색광선의 기원은 여전히 논의되고 있지만, 그것은 올림푸스산의 가장자리에서 떨어져 나온 거대한 산사태나 중력에 의해 추진된 충돌 시트에 의해 형성되었을 가능성이 있다.